# Gran Bretagna ai Giochi della XVII Olimpiade
La Gran Bretagna partecipò ai Giochi della XVII Olimpiade che si sono svolti a Roma dal 25 agosto all'11 settembre 1960, con una delegazione di 253 atleti impegnati in diciassette discipline per un totale di 130 competizioni. Portabandiera alla cerimonia di apertura fu il pugile Dick McTaggart, già medaglia d'oro a Melbourne 1956, alla sua seconda Olimpiade.
La squadra britannica conquistò in tutto 20 medaglie: due d'oro, sei d'argento e dodici di bronzo, che valsero il quattordicesimo posto nel medagliere complessivo.

## Medagliere

### Per discipline
| Sport             | Oro | Argento | Bronzo | Totale |
| ----------------- | --- | ------- | ------ | ------ |
| Atletica leggera  | 1   | 3       | 4      | 8      |
| Nuoto             | 1   | 1       | 1      | 3      |
| Scherma           | 0   | 2       | 0      | 2      |
| Pugilato          | 0   | 0       | 3      | 3      |
| Tuffi             | 0   | 0       | 2      | 2      |
| Equitazione       | 0   | 0       | 1      | 1      |
| Sollevamento pesi | 0   | 0       | 1      | 1      |
| Totale            | 2   | 6       | 12     | 20     |

### Medaglie
| Medaglia | Atleta                                                                            | Sport             | Evento                           |
| -------- | --------------------------------------------------------------------------------- | ----------------- | -------------------------------- |
| Oro      | Don Thompson                                                                      | Atletica leggera  | Marcia 50 km                     |
| Oro      | Anita Lonsbrough                                                                  | Nuoto             | 200 metri rana femminili         |
| Argento  | Dorothy Hyman                                                                     | Atletica leggera  | 100 metri piani femminili        |
| Argento  | Carole Quinton                                                                    | Atletica leggera  | 80 metri ostacoli                |
| Argento  | Dorothy Shirley                                                                   | Atletica leggera  | Salto in alto femminile          |
| Argento  | Natalie Steward                                                                   | Nuoto             | 100 metri dorso femminili        |
| Argento  | Allan Jay                                                                         | Scherma           | Spada individuale maschile       |
| Argento  | Allan Jay Michael Howard John Pelling Bill Hoskyns Ray Harrison Michael Alexander | Scherma           | Spada a squadre maschile         |
| Bronzo   | Peter Radford                                                                     | Atletica leggera  | 100 metri piani maschili         |
| Bronzo   | Peter Radford David Jones David Segal Nick Whitehead                              | Atletica leggera  | Staffetta 4×100 metri maschile   |
| Bronzo   | Stan Vickers                                                                      | Atletica leggera  | Marcia 20 km                     |
| Bronzo   | Dorothy Hyman                                                                     | Atletica leggera  | 200 metri piani femminili        |
| Bronzo   | David Broome                                                                      | Equitazione       | Salto ostacoli individuale       |
| Bronzo   | Natalie Steward                                                                   | Nuoto             | 100 metri stile libero femminili |
| Bronzo   | Dick McTaggart                                                                    | Pugilato          | Pesi leggeri                     |
| Bronzo   | Jimmy Lloyd                                                                       | Pugilato          | Pesi welter                      |
| Bronzo   | Billy Fisher                                                                      | Pugilato          | Pesi superwelter                 |
| Bronzo   | Louis Martin                                                                      | Sollevamento pesi | Pesi mediomassimi                |
| Bronzo   | Brian Phelps                                                                      | Tuffi             | Piattaforma 10 metri maschile    |
| Bronzo   | Liz Ferris                                                                        | Tuffi             | Trampolino 3 metri femminile     |

## Risultati

### Calcio
| Atleta | Classifica |                          |
| --- | --- | ------------------------ |
| V · D · M Nazionale olimpica britannica · Calcio ai Giochi Olimpici Estivi 1960 P Pinner · P Wakefield · D Greenwood · D Holt · D McKinven · D Neil · D Thompson · C La. Brown · C Le. Brown · C Coates · C Forde · C Sleap · A Barr · A B. Brown · A Devine · A Hasty · A Howard · A Lewis · A Lindsay · CT : Creek | 9° |                          |
| Nazionale olimpica britannica · Calcio ai Giochi Olimpici Estivi 1960 | |                          |
| P Pinner · P Wakefield · D Greenwood · D Holt · D McKinven · D Neil · D Thompson · C La. Brown · C Le. Brown · C Coates · C Forde · C Sleap · A Barr · A B. Brown · A Devine · A Hasty · A Howard · A Lewis · A Lindsay · CT: Creek                                                                                  | P Pinner · P Wakefield · D Greenwood · D Holt · D McKinven · D Neil · D Thompson · C La. Brown · C Le. Brown · C Coates · C Forde · C Sleap · A Barr · A B. Brown · A Devine · A Hasty · A Howard · A Lewis · A Lindsay · CT: Creek | Gran Bretagna (bandiera) |